# Атланта Флэймз
«Атла́нта Флэймз» (англ. Atlanta Flames) — бывшая профессиональная команда из американского города Атланта (штат Джорджия), выступавшая в Западном дивизионе, а позже в дивизионе Патрика Национальной хоккейной лиги с 1972 по 1980 год. За восемь лет своего существования команда шесть раз выходила в игры плей-офф, однако ни разу не выигрывала постсезонную серию. Из-за слабой посещаемости, которая в сезоне 1979/80 составила всего 10 000 человек в среднем за игру, клуб был продан и перевезён в Канаду, в город Калгари, сохранив своё название «Флэймз» (Огоньки) — «Калгари Флэймз».
Два игрока «Флэймз» выигрывали Колдер Трофи: Эрик Вэил в сезоне 1974/75 и Уилли Плетт в сезоне 1975/76. Боб Макмиллан в сезоне 1978/79 получил Леди Бинг Трофи.

## Статистика
```
Сезон    +В =Н -П     Шайбы    О   Результат

1972-73  +25=15-38    191:239  65  в плей-офф не играли
1973-74  +30=14-34    214:238  74  проиграли в 1/4 финала
1974-75  +34=15-31    243:233  83  в плей-офф не играли
1975-76  +35=12-33    262:237  82  проиграли на предварительном этапе
1976-77  +34=12-34    264:265  80  проиграли на предварительном этапе
1977-78  +34=19-27    274:252  87  проиграли на предварительном этапе
1978-79  +41= 8-31    327:280  90  проиграли на предварительном этапе
1979-80  +35=13-32    282:269  83  проиграли на предварительном этапе
```